# Mohammed Abubakari
Mohammed Abubakari, född 15 februari 1986 i Kumasi, är en ghanansk fotbollsspelare.

## Karriär
Abubakari började sin klubbkarriär i holländska Feyenoord. Han har tidigare även spelat för bland annat PAOK FC i den grekiska Superligan.
I december 2017 värvades han av Helsingborgs IF, där han skrev på ett treårskontrakt med option på ytterligare ett år. Efter säsongen 2020 lämnade han klubben.
I mars 2021 värvades Abubakari av IFK Mariehamn, där han skrev på ett ettårskontrakt. I februari 2022 förlängde han sitt kontrakt med ett år.